# Tantilla palamala
Tantilla palamala es una especie de serpiente semifosorial de la familia Colubridae.

## Nombres comunes
Culebra ciempiés de Boconó (español), Culebra encapuchada de Boconó (español) Boconó Centipete Snake (inglés), Boconó Black-headed Snake.

## Características
Tantilla palamala se distingue de otras especies del género por la siguiente combinación de caracteres: (1) 15 filas de escamas dorsales, sin reducción y sin poros apicales; (2) ocho escamas dorsocaudales hasta el nivel de la décima escama subcaudal; (3) escama loreal ausente; (4) escama precloacal dividida; (5) escama preocular presente; (6) escama rostral visible desde arriba, con el contorno de sus márgenes laterales de forma semejante a las alas de una gaviota, sin proyección medial y moderadamente hendida, y con sus márgenes en contacto con la escama prenasal; (7) escamas supralabiales: 7(3,4)/7(3,4); (8) escamas infralabiales: 6(4)/6(4); (9) 138–145 escamas ventrales en machos; (10) 53–58 escamas subcaudales en machos; (11) escamas prefrontales y supralabiales sin contacto entre ellas; (12) escama frontal hexagonal, más larga que ancha; (13) típicamente el primer par de escamas infralabiales separadas por la escama mentoniana, raramente en contacto; (14) última escama supralabial agrandada; (15) region dorsal del cuerpo uniformemente coloreada de marrón ceniciento, con tres líneas negras a lo largo del cuerpo, una vertebral y dos laterales; (16) cada línea dorsolateral supramarginada por una línea de cenicienta de una escama de ancho; (17) líneas paravertebrales negruzcas ausentes; (18) banda nucal clara ausente; en su lugar presenta dos manchas claras marginadas de negro sobre las escamas parietales; (19) superficie ventral de color amarillo limón pálido, inmaculado, tornándose crema lateroventralmente a lo largo del cuerpo y en la cola; color de fondo de la superficie ventral de la cabeza grisáceo; (20) banca clara grisácea sobre el hocico, extendiéndose sobre las escamas internasales y la mitad anterior de las escamas prefrontales; (21) 12 dientes maxilares; maxila con un proceso anterior; (22) hemipenes unilobulados, unicalyculados, no capitate, desnudos en su base-cuerpo excepto por tres espinas agrandadas, ona de ellas notablemente diferenciada; (22) longitud total máxima de 338 mm en machos.

## Etimología
El epiteto específico palamala deriva de la combinación de las palabras en latín “palam” (= "presencia de") y “ala” (= ala), en alusión a la escama rostral cuya forma se asemeja a la de las alas de una gaviota.

## Distribución geográfica
Endémico de la Cordillera de Mérida en el noroccidente de Venezuela. Conocida apenas de cuatro localidades en los estados Trujillo y Mérida entre 1584 y 2214 metros sobre el nivel del mar.

## Estado de conservación
Esta especie no ha sido evaluada por la lista roja de la UICN. Las localidades de donde provienen los especímenes a partir de los cuales fue descrita la especie corresponden a ambientes antropizados, entre ellos, áreas de cultivos, potreros de pastos para ganado vacuno y áreas abiertas con remanentes de bosque nativo.